# Mastigusa lucifuga
Mastigusa lucifuga là một loài nhện trong họ Dictynidae.
Loài này thuộc chi Mastigusa. Mastigusa lucifuga được Eugène Simon miêu tả năm 1898.